# 生かし屋という男
生かし屋という男（いかしやというおとこ）はテレビ朝日系列で1997年4月5日23:00－23:58（東京地区）に放送されたテレビドラマ。
脚本・監督・主演を内村光良が務めた。

## 概要
整体鍼灸院を営む風吹（内村光良）。彼は「生かし屋」という裏の顔を持っていた。「生かし屋」とは悪に手を染めている者を救い出し、立ち直らせるという、いわゆる殺し屋の対極にあたる存在である。ある時、ベストセラー作家でもある篠宮教授（北村総一朗）の一人娘（木村佳乃）が誘拐された。風吹は救出のために立ち上がった。

## 出演者
- 風吹更生（生かし屋）- 内村光良

最高の腕を持つ「街の整体師」。裏で「生かし屋」として悪者の更生や、自殺希望者の救出等幅広い活動を行っている。武器として木槌や針を用いて戦う。仕事柄ツボを熟知しており、針や指圧で敵の動きを封じ込めたりすることができる。綺麗な女が大好き。しかし男にばかり惚れられてしまい困り果てている。視力3.0。
- 篠宮美幸 - 木村佳乃
- 篠宮大造 - 北村総一朗
- 田口刑事 - 入江雅人
- 平井正 - 相島一之
- ケンちゃん - 天野ひろゆき
- 浪人生 - ウド鈴木

## スタッフ
- 脚本 - 内村光良／内村宏幸
- 監督 - 内村光良／吉田使憲
- プロデュース- 平城隆司
- 音楽- 志田博英

## エピソード
- 脚本に内村の従兄で放送作家の内村宏幸が参加したり、内村の横浜放送映画専門学院（現・日本映画学校）時代の同級生の入江雅人、内村との共演経験の多いキャイ〜ンが出演するなど、内村との関係が深いスタッフやキャストが多い。
- 役者活動をしていた頃の北川悠仁（現：ゆず）が、麻薬中毒の若者の役で出演している。ただし暗闇でのシーンのため、確認は困難。